# 금준
금준(今俊)은 고려 평주(平州, 지금의 황해북도 평산군)의 승려로, 여진(女眞)으로 도망쳐 들어가 아지고촌(阿之古村)에 살았는데, 그가 금나라 황실의 시조라는 일설이 있다.
또 다른 설에 따르면, 평주(平州)의 승려 김행(金幸)의 아들 '김극수'(金克守)가 여진(女眞)의 아지고촌(阿之古村)에 들어가 여진 여성에게 장가들어 아들 고을태사(古乙太師)를 낳고, 그 현손(玄孫) 아골타(阿骨打)가 1115년 1월 금(金)나라 태조의 자리에 올랐다고 한다.

## 금준이 등장한 작품

### TV 드라마
- 《천추태후》(KBS, 2009년, 배우: 백민현, 최기주)[2]